# 宮寒症
宮寒症簡稱宮寒，為中醫理論下的特殊病名，其中的宮指的是子宮。該中醫婦科疾病無法與西醫的具體疾病名稱相類比，不過西醫臨床常見之婦科炎症；如陰道炎、子宮頸炎、陰道炎及子宮內膜炎等等均可參照宮寒症的中醫臨床結果予以治療。另外，中醫亦認為宮寒為造成不孕症的主要病灶之一。
造成宮寒症的原因很多，一方面與體質有關，一方面來自生活習慣，而治療上則也視此兩類型而有其不同治療方式。例如體質造成的宮寒症，除了用藥外，還可以多吃核桃、棗、花生等高能量食物，另外也可針灸於氣海穴及關元穴。